# Benzonitril
Benzonitril, còn gọi là Phenyl cyanide là hợp chất hóa học hữu cơ có công thức là C
6H
5(CN), thu gọn hơn là PhCN (Ph = Phenyl). Hợp chất hữu cơ thơm này là một chất lỏng không màu, có mùi hạnh nhân đắng ngọt.

## Phát hiện
Benzonitrile được báo cáo bởi Hermann Fehling vào năm 1844. Ông nhận thấy hợp chất này là sản phẩm từ sự khử nước do nhiệt của amoni benzoat. Ông đã suy luận cấu trúc của nó từ phản ứng tương tự đã biết của amoni format tạo ra formonitril. Ông cũng đặt ra cái tên benzonitril để đặt tên cho tất cả các nhóm nitril.
Vào năm 2018, benzonitrile đã được báo cáo là đã được phát hiện trong môi trường liên sao.

## Điều chế
Cho benzen tác dụng với hydro cyanide.
| +{\displaystyle {\ce {->}}}+ |
| ---------------------------- |